# Anni mancanti
Gli anni mancanti nel Calendario ebraico sono una discrepanza di circa 166 anni fra la tradizionale datazione rabbinica per la distruzione del Primo Tempio e la datazione moderna (586 a.C.), che è confermata da un gran numero di fonti greche, persiane e babilonesi.
Secondo gli storici moderni, infatti, Israele fu soggetto a dieci re persiani, per un totale di 208 anni. Le fonti rabbiniche invece citano solo quattro re per un totale di 52 anni, la differenza di 156 anni è la maggior parte del periodo mancante nella cronologia rabbinica.
I motivi, per cui la cronologia storica è stata modificata dal giudaismo rabbinico, e il momento in cui ciò è avvenuto risultano tuttora poco chiari e soggetti a interpretazioni molto diverse.

## La cronologia ebraica
Il calendario ebraico ha come epoca, cioè evento iniziale della numerazione degli anni, la creazione del mondo e perciò le sue date sono indicate con le lettere AM (= Anno Mundi). Nella cronologia di questo calendario la prima e la seconda distruzione del Tempio di Gerusalemme sono riportate alle date 3338 AM e 3828 AM. Dato che il secondo evento è datato dagli storici al 70 d.C., la datazione rabbinica del primo corrisponde al 421 a.C. invece che al 586 (datazione di Thiele) o al 587 (datazione di Albright). Tutta la cronologia biblica ebraica risulta affetta da questa discrepanza di 165/166 anni, che riduce l'antichità degli eventi stabilita dai cronografi biblici cristiani.

## Conseguenze teologiche
La datazione rabbinica ha diverse conseguenze religiosamente significative:
- L'eliminazione di 166 anni porta la data della creazione del mondo al 3760 a.C., una data religiosamente significativa perché l'equinozio di primavera cadde all'inizio del quarto giorno della settimana (cioè la sera del primo martedì e inizio del giorno in cui furono creati il Sole e la Luna secondo il primo capitolo della Genesi) e simultaneamente all'inizio del quarto giorno del primo mese dell'anno lunisolare del calendario ebraico.[1] Le due circostanze si ripetono simultaneamente solo ogni 532 anni.[2]
- L'intervallo fra la prima e la seconda distruzione del tempio di Gerusalemme è esattamente di 490 anni come il periodo di settanta settimane di anni, profetizzato dal profeta Daniele (Dn 9,24-27[3]). Il Seder Olam Rabbah, una cronologia rabbinica del secondo secolo, interpreta la profezia di Daniele proprio come intervallo fra le due distruzioni.
- Secondo la Mishnah il mondo durerà seimila anni e la storia è divisa in tre periodi di duemila. Il primo è quello dalla creazione ad Abramo, il secondo è quello della Torah e il terzo quello del Messia. L'abbreviazione del periodo persiano ha la conseguenza di includere nel periodo di rivelazione della Torah anche i secoli di compilazione della Mishnah stessa, considerata dagli ebrei una componente della rivelazione del Sinai messa per iscritto quasi duemila anni dopo.[4]

## La scelta del periodo persiano
La scelta di sottrarre al periodo persiano gli anni mancanti alla cronografia ebraica potrebbe rispondere alla logica di non alterare i libri storici della Bibbia, che forniscono una cronologia approssimata dalla creazione del mondo all'esilio babilonese, che precede immediatamente il dominio persiano. L'abbreviazione del dominio persiano nella cronografia ebraica colloca la ricostruzione del Tempio di Gerusalemme nel 3408 e la missione di Esdra nei decenni successivi, poco prima dell'era seleucide. Anche il resoconto storico del Seder Olam Rabbah risulta completo solo sino al trentacinquesimo secolo. Secondo Moshe Lerman, la cronologia a partire dalla creazione fu stabilita circa in questo periodo.
Dato, però, che il documento più antico che segue la cronologia ebraica è il Seder Olam Rabbah (160 d.C. circa) non è possibile escludere che la correzione risalga soltanto all'età ellenistica o più probabilmente sia successiva alla distruzione del secondo Tempio (68 d.C.), spiegando così la realizzazione della profezia di Daniele. Le cronache di questo periodo non erano facilmente alterabili sia perché i fatti erano più vicini nel tempo sia perché i documenti ebraici utilizzarono ufficialmente per una decina di secoli la datazione secondo l'Era seleucide, chiamata Minyan Shtarot (=conto dei contratti). Essa partiva dal 311-312 a.C., cioè dall'anno 3449 Anno Mundi, creando una continuità storica difficile da alterare. Per questo motivo, quindi, l'abbreviazione cronografica poteva essere introdotta solo nel periodo del dominio persiano, che è una discontinuità nella cronologia ebraica.

## Gli anni mancanti e la tradizione ebraica
R. Azaria de' Rossi, in Me'or Einayim (c. 1573), fu probabilmente il primo autorevole studioso ebreo a riconoscere che la tradizionale datazione rabbinica è poco verosimile.
Diversi autori hanno segnalato indizi di antiche correzioni nella Mishnah e nel Talmud. 
In particolare certi calcoli cronologici del Talmud sembrano in miglior accordo con la cronologia moderna che con quella tradizionale (si veda: Y2K solution to the Chronology Problem).
Molti studiosi ebrei hanno cercato di contestare la datazione degli storici moderni, ma le loro argomentazioni non sono risultate abbastanza convincenti.